# LL Cool J
LL Cool J, pseudonimo di James Todd Smith (New York, 14 gennaio 1968), è un rapper e attore statunitense. Il nome d'arte sta per Ladies Love Cool James (traducibile come "le signore amano James il figo"). Inserito nella "Rock n' Roll Hall of Fame" nel 2021, è considerato uno dei più leggendari rapper di tutti i tempi.

## Biografia
Nato a Long Island, Todd va ad abitare dai nonni con la madre quando quest'ultima divorzia dal marito. In giovanissima età inizia ad ascoltare i vinili jazz del nonno ma si appassiona subito al nuovo genere che sta esplodendo a New York, l'hip hop. All'età di 14 anni manda alcuni nastri a diverse case discografiche che però lo rifiutano ma un paio di anni dopo viene scoperto dalla Def Jam Recordings di Russell Simmons e Rick Rubin e quindi inizia la sua carriera da rapper. Il suo primo disco Radio viene pubblicato nel 1985. Due anni dopo esce Bigger and Deffer e nel 1988 realizza il brano Goin' Back to Cali.
Nel 1989 pubblica l'album Walking with a Panther, con il singolo I'm That Type of Guy, che non riscuote molto successo. In seguito pubblica l'LP Mama Said Knock You Out con singoli The Boomin' System e Around the Way Girl. Il singolo Mama Said Knock You Out vince il Grammy come "Best Rap Solo" e l'LP resta per oltre un anno nella Top Pop Album Chart di Billboard e oltre 70 settimane nella Top Black Album Chart.
Nella primavera del 1993 esce 14 Shots to the Dome. Lavora anche come attore nella sitcom In the House. Nel 1995 ritorna con l'album Mr. Smith che diventa doppio platino, e produce i singoli, Hey Lover, in collaborazione con i Boyz II Men, e Doin' It. Alla fine del 1996 esce un suo Greatest Hits, All World. Nel 1997 esce l'album Phenomenon, con cui ottiene un disco di platino. Nel 2000 esce G.O.A.T. Featuring James T.Smith: The Greatest of All Time, e conduce anche il Kids' Choice Awards. Nel 2002 pubblica 10, seguito da The Definition (2004), Todd Smith (2006) e Exit 13 (2008). 
Nel 2005 interpreta un carcerato in attesa della pena capitale nella seconda stagione del Dr. House. Dal 2009 al 2023 interpreta il personaggio di Sam Hanna nella serie televisiva NCIS: Los Angeles.

## Vita privata
A lungo simpatizzante dei repubblicani, si è avvicinato al partito democratico nel 2008, quando ha dichiarato di appoggiare Barack Obama. Ha quattro figli: un maschio, Najee, e tre femmine, Italia, Samaria e Nina Simone.

## Discografia

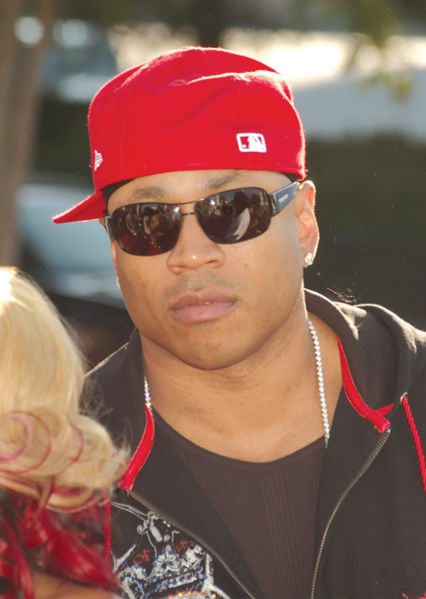
LL Cool J

### Album in studio
- 1985 - Radio (Platino)
- 1987 - Bigger and Deffer (2x Platino)
- 1989 - Walking with a Panther (Platino)
- 1990 - Mama Said Knock You Out (2x Platino)
- 1993 - 14 Shots to the Dome (Oro)
- 1995 - Mr. Smith (2x Platino)
- 1997 - Phenomenon (Platino)
- 2000 - G.O.A.T. (Oro)
- 2002 - 10 (Oro)
- 2004 - The DEFinition (Oro)
- 2006 - Todd Smith (Oro)
- 2008 - Exit 13
- 2013 - Authentic
- 2024 - The FORCE

### Raccolte
- 1996 - All World: Greatest Hits
- 2009 - All World 2

### Singoli
| Anno           | Titolo                                                                              | posizione  | posizione      | posizione | posizione              | Album                                 |
| Anno           | Titolo                                                                              | US Hot 100 | US R&B/Hip-Hop | US Rap    | Official Singles Chart | Album                                 |
| -------------- | ----------------------------------------------------------------------------------- | ---------- | -------------- | --------- | ---------------------- | ------------------------------------- |
| 1984           | I Need A Beat                                                                       | -          | -              | -         | -                      | Radio                                 |
| 1986           | I Can't Live Without My Radio                                                       | -          | -              | -         | #95                    | Radio                                 |
| 1986           | Rock the Bells                                                                      | -          | -              | -         | #98                    | Radio                                 |
| 1987           | I'm Bad                                                                             | -          | -              | -         | #71                    | Bigger and Deffer                     |
| 1987           | I Need Love                                                                         | #14        | #1             | -         | #8                     | Bigger and Deffer                     |
| 1988           | Going Back to Cali / Jack the Ripper                                                | #31        | #12            | -         | #37                    | Walkin' With a Panther                |
| 1989           | I'm That Type of Guy                                                                | #15        | #7             | #1        | #43                    | Walkin' With a Panther                |
| 1990           | The Boomin' System (featuring Uncle L)                                              | -          | -              | -         | #83                    | Walkin' With a Panther                |
| 1990 [UK]      | Around The Way Girl (featuring The Flex)/ Mama Said Knock You Out                   | -          | -              | -         | #43                    | Mama Said Knock You Out               |
| 1990 1991 [UK] | Around The Way Girl (featuring The Flex)                                            | #9         | #5             | #1        | #36 [Re-Release]       | Mama Said Knock You Out               |
| 1991           | 6 Minutes of Pleasure                                                               | -          | -              | -         | -                      | Mama Said Knock You Out               |
| 1991           | Mama Said Knock You Out                                                             | #17        | #12            | #1        | -                      | Mama Said Knock You Out               |
| 1993           | How I'm Comin'                                                                      | -          | -              | -         | #37                    | 14 Shots to the Dome                  |
| 1995           | Hey Lover (featuring Boyz II Men)                                                   | #3         | #3             | #1        | #17                    | Mr. Smith                             |
| 1996           | Doin' It (featuring LeShaun)                                                        | #9         | #7             | #2        | #15                    | Mr. Smith                             |
| 1996           | Loungin' (featuring Total)                                                          | #3         | #4             | #1        | #7                     | Mr. Smith                             |
| 1997           | Ain't Nobody                                                                        | #46        | #27            | #4        | #1                     | Beavis and Butt-Head Do America (OST) |
| 1997           | Hit 'Em High (The Monstars' Anthem) (con B Real, Busta Rhymes, Coolio & Method Man) | -          | -              | -         | #8                     | Space Jam (OST)                       |
| 1997           | Phenomenon                                                                          | #55        | #16            | #14       | #9                     | Phenomenon                            |
| 1998           | 4,3,2,1 (featuring Redman, Method Man & DMX)                                        | #75        | #24            | #10       | -                      | Phenomenon                            |
| 1998           | Father                                                                              | #18        | #12            | #1        | #10                    | Phenomenon                            |
| 1998           | Zoom (con Dr Dre)                                                                   | -          | -              | -         | #15                    | Bulworth (OST)                        |
| 2000           | Imagine That (featuring LeShaun)                                                    | #98        | #46            | #16       | #10                    | G.O.A.T.                              |
| 2001           | Fatty Girl (featuring Keith Murray & Ludacris)                                      | #87        | #32            | #6        | -                      | FUBU - The Good Life Comp.            |
| 2002           | Luv U Better (featuring Marc Dorsey)                                                | #4         | #1             | #2        | #7                     | 10                                    |
| 2003           | Paradise (featuring Amerie)                                                         | #36        | #14            | #10       | #18                    | 10                                    |
| 2003           | All I Have (con Jennifer Lopez)                                                     | #1         | #1             | -         | #2                     | 10 / This Is Me ... Then              |
| 2004           | Headsprung                                                                          | #16        | #7             | #4        | #25                    | The DEFinition                        |
| 2005           | Hush (featuring 7 Aurelius)                                                         | #26        | #14            | #11       | #3                     | The DEFinition                        |
| 2006           | Control Myself (featuring Jennifer Lopez)                                           | #4         | #28            | #9        | #2                     | Todd Smith                            |
| 2006           | Freeze (featuring Lyfe Jennings)                                                    | -          | #65            | -         | -                      | Todd Smith                            |

### Video
- Walking With a Panther:
  - I'm That Type of Guy
  - One Shot at Love
  - Big Ole Butt
  - Going Back to Cali
- Bigger and Deffer:
  - I'm Bad
  - I Need Love
- Mama Said Knock You Out:
  - 6 Minutes of Pleasure
  - Around the Way Girl
  - Mama Said Knock You Out
  - The Boomin' System
- 14 Shots To The Dome:
  - Stand By Your Man
  - Pink Cookies in a Plastic Bag Getting Crushed by Buildings
  - Back Seat
  - How I'm Comin'
- Simply Mad About the Mouse:
  - Who's Afraid of the Big Bad Wolf
- Keep it Comin':
  - Why Me Baby (con Keith Sweat)
- Strictly Business OST:
  - Strictly Business
- Project: Funk Da World:
  - Flava In Ya Ear (Remix) (Craig Mack con Busta Rhymes, Puff Daddy, Rampage & The Notorious B.I.G.)
- Mr. Smith:
  - Hey Lover (featuring Boyz II Men)
  - Loungin' (Track Masters Remix featuring Total)
  - Doin' It
  - I Shot Ya
  - I Shot Ya Remix (con Keith Murray, Prodigy, Fat Joe & Foxy Brown)
- Beavis and Butt-Head Do America (OST):
  - Ain't Nobody
- Levert-Sweat-Gill:
  - Curious (LSG con Busta Rhymes & MC Lyte)
- The Day:
  - This Is For the Lover in You (Babyface)
- Space Jam (OST):
  - Hit 'Em High (The Monstars' Anthem) (con B Real, Busta Rhymes, Coolio & Method Man)
- It's a Beautiful Thing:
  - Incredible (Keith Murray)
- Business As Usual:
  - Rampage (EPMD)
- The Best of Capone-N-Noreaga: Thugged da F*@# Out:
  - Blood Money Part III (Capone-N-Noreaga con LL che ha un cameo nel video)
- Phenomenon:
  - Phenomenon
  - 4,3,2,1 (featuring Canibus, DMX, Master P, Method Man & Redman)
  - Hot, Hot, Hot
  - Father
- The Rapsody Overture:
  - Dear Mallika (LL non appare nel video)
- Bulworth (OST):
  - Zoom (with Dr Dre)
- G.O.A.T.:
  - Imagine That
  - You And Me (Tomekk Remix)(con Kelly Price)
- Deep Blue Sea OST:
  - Deepest Bluest (Shark's Fin)
- Any Given Sunday OST:
  - Shut'Em Down
- Yeeeah Baby:
  - It's So Hard (cameo)
- Unleash the Dragon:
  - Thong Song (Sisqó con LL che recita un cameo)
- Miss E. So Addictive:
  - Get Ur Freak On (Missy Elliot con LL che recita un cameo)
- FUBU - The Good Life Comp.:
  - Fatty Girl (con Keith Murray & Ludacris)
- Engel und Ratten:
  - Blink Blink (con Spax)
- 10:
  - Luv U Better (featuring Marc Dorsey)
  - Paradise (featuring Amerie)
  - All I Have (Jennifer Lopez)
- Let's Talk About It:
  - She Is (con Carl Thomas)
- The DEFinition:
  - Hush/Shake it Baby
  - Headsprung/Feel the Beat
- Todd Smith:
  - Control Myself (Jennifer Lopez)

## Filmografia parziale

### Cinema
- Krush Groove, regia di Michael Schultz (1985)
- Una bionda per i Wildcats (Wildcats), regia di Michael Ritchie (1986)
- Insieme per forza (The Hard Way), regia di John Badham (1991)
- Toys - Giocattoli (Toys), regia di Barry Levinson (1992)
- Out-of-Sync, regia di Debbie Allen (1995)
- Braccato dal destino - Caught Up (Caught Up), regia di Darin Scott (1998)
- Appuntamento a Brooklyn (Woo), regia di Daisy von Scherler Mayer (1998)
- Halloween - 20 anni dopo (Halloween H20: 20 Years Later), regia di Steve Miner (1998)
- Blu profondo (Deep Blue Sea), regia di Renny Harlin (1999)
- In Too Deep, regia di Michael Rymer (1999)
- Ogni maledetta domenica - Any Given Sunday (Any Given Sunday), regia di Oliver Stone (1999)
- Charlie's Angels, regia di McG (2000)
- Venga il tuo regno (Kingdom Come), regia di Doug McHenry (2001)
- Rollerball, regia di John McTiernan (2002)
- Deliver Us from Eva, regia di Gary Hardwick (2003)
- S.W.A.T. - Squadra speciale anticrimine (S.W.A.T.), regia di Clark Johnson (2003)
- Nella mente del serial killer (Mindhunters), regia di Renny Harlin (2004)
- Doppia ipotesi per un delitto (Slow Burn), regia di Wayne Beach (2005)
- Edison City (Edison), regia di David J. Burke (2005)
- L'ultima vacanza (Last Holiday), regia di Wayne Wang (2006)
- Love Shooting, regia di Steven Schachter (2008)
- Il grande match (Grudge Match), regia di Peter Segal (2013)

### Televisione
- Il diritto di non parlare (The Right to Remain Silent), regia di Hubert C. de la Bouillerie – film TV (1996)
- In the House – serie TV, 76 episodi (1995-1999)
- Oz – serie TV, episodio 2x06 (1998)
- Dr. House - Medical Division (House, M.D.) – serie TV, episodio 2x01 (2005)
- NCIS - Unità anticrimine (NCIS) – serie TV, episodi 6x22 - 6x23,  20x10 (2009-2023) - Sam Hanna
- NCIS: Los Angeles – serie TV, 323 episodi (2009-2023) - Sam Hanna
- Hawaii Five-0 – serie TV, episodio 2x21 (2012) - Sam Hanna
- Lip Sync Battle – show TV, 6 episodio (2015)
- NCIS: Hawai'i – serie TV, 12 episodi (2023-2024) - Sam Hanna

## Doppiatori italiani
Nelle versioni in italiano delle opere in cui ha recitato, LL Cool J è stato doppiato da:
- Francesco Pannofino in In Too Deep, Rollerball, S.W.A.T. - Squadra speciale anticrimine, Nella mente del serial killer, Edison City
- Massimo Bitossi in NCIS - Unità anticrimine, NCIS: Los Angeles, Hawaii Five-0, NCIS: Hawai'i
- Roberto Draghetti in Doppia ipotesi per un delitto, Dr. House - Medical Division, Il grande match
- Stefano Mondini in Blu profondo, 30 Rock
- Vittorio De Angelis in Insieme per forza
- Tonino Accolla in Toys - Giocattoli
- Massimo Rossi in Ogni maledetta domenica
- Gianluca Tusco ne L'ultima vacanza
- Tony Sansone in Venga il tuo regno
- Nino Prester in Halloween - 20 anni dopo

## Premi
MTV Video Music Award
- 1997 - MTV Video Music Vanguard Award, per "career achievement"
- 1990 - MTV Video Music Award for Best Rap Video, per "Mama Said Knock You Out"

NAACP Image Awards
- 2003 - Outstanding Male Artist
- 2001 - Outstanding Hip-Hop/Rap Artist, per "G.O.A.T."
- 1997 - Best Rap Artist, per "Mr. Smith"
- 1996 - Best Rap Artist, per "Mr. Smith"

Grammy Awards
- 1996 - Best Rap Solo Performance, per "Hey Lover" from Mr. Smith
- 1991 - Best Rap Solo Performance, per "Mama Said Knock You Out" from Mama Said Knock You Out

Teen Choice Awardss
- 2013 - premio per il miglior attore in una serie televisiva d'azione

Soul Train Music Awards
- 2003 - Quincy Jones Award, per "outstanding career achievements in the field of entertainment"

Blockbuster Entertainment Awards
- 2000 - "Favorite Supporting Actor - Action" per Blu profondo

The New York Music Awards
- 15 New York Music Awards

Soul Train Awards
- 10 Soul Train Awards

Billboard Awards
- 1 Billboard Awards

Rock The Vote Award
- 1997 - "Patrick Lippert Award"

Source Awards
- 2003 - Source Foundation Image Award, per "his community work"
- 2005: inserito al 10º posto nella lista I più grandi MC di tutti i tempi da MTV[2]